# Aguti zlatý
Aguti zlatý (Dasyprocta leporina, známý též pod starším názvem Dasyprocta aguti) je středně velký hlodavec a zřejmě nejznámější zástupce čeledi agutiovitých (Dasyprocidae). Vyskytuje se na území Venezuely, Guyany, Francouzské Guyany a Brazílie, je vysazen i na Malých Antilách a obývá širokou škálu lokalit od savan až po husté a vlhké tropické deštné lesy. Otevřeným a rozlehlým oblastem s velmi nízkým vegetačním porostem, kde je velmi zranitelný, se však vyhýbá.

## Popis

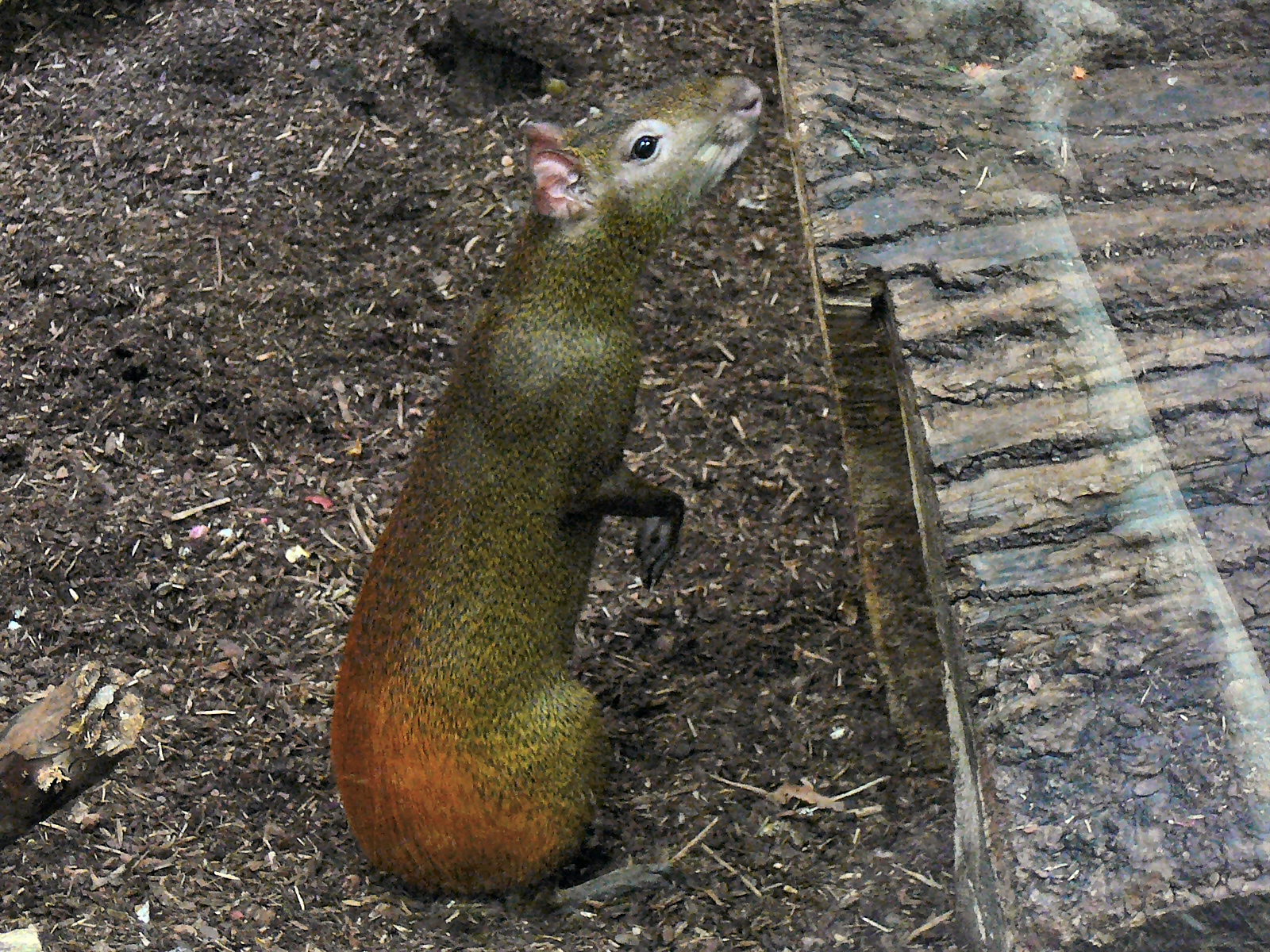
Aguti zlatý v zoologické zahradě ve Stuttgartu

Aguti zlatý je 41–62 cm dlouhý savec s hmotností pohybující se mezi 1 až 3 kg a téměř zakrnělým, jen 1,5 cm dlouhým ocasem. U tohoto hlodavce není příliš rozvinut sexuální dimorfismus, samice je jen o něco větší než samec. Na každém chlupu má několik tmavě černých a zlatavých proužků, což má za následek nápadný hnědozlatý odstín srsti, díky kterému se snadno rozpozná od ostatních zástupců své čeledi. Hřbet bývá tmavší než boky a srst na hlavě, břišní část těla a hrdlo bývá světlejší, v mnoha případech i nažloutlé až bílé, na hýždích se často objevuje červená skvrna. Na zadních končetinách, které jsou delší než přední, má 3, na předních 4 prsty zakončeny ostrými drápy.

## Chování
Žije v párech nebo v menších rodinných skupinách, které se pohybují na velkém území o rozloze mezi 30 000 m2 a 85 000 m2. Aktivní je přes den, výjimečně ho můžeme spatřit i za jasných nocí. Je to skvělý běžec, skokan, ale také hrabač, který si buduje rozsáhlé nory v říčních březích nebo pod stromy, v kterých většinou odpočívá. Při hledání potravy, kdy často opouští své skrýše, je velmi ostražitý a každou chvíli se staví na zadní končetiny a rozhlíží se do okolí. Mezi jeho hlavní predátory patří hadi, oceloti velcí a lidé. Živí se především rostlinnou stravou – kořínky, listy, kůrou, částmi rostlin nebo plody – ale rád si jídelníček zpestří i drobnými bezobratlými, např. hmyzem a drobnými plazy. Podobně jako jiné druhy agutiů si dělá na nepříznivé období zásoby semen, které však často nespotřebuje. Z toho důvodu napomáhá šíření některých pralesních stromů včetně juvie ztepilé a obnově jejich porostů.
Aguti zlatý se může rozmnožovat i dvakrát ročně. Samice rodí po 104 až 120 dnech březosti ve své noře jedno až tři mláďata, která se rodí dobře vyvinutá a matku opouští ve věku 20 týdnů. V zajetí se může aguti zlatý dožít i více než 18 let.

## Ohrožení

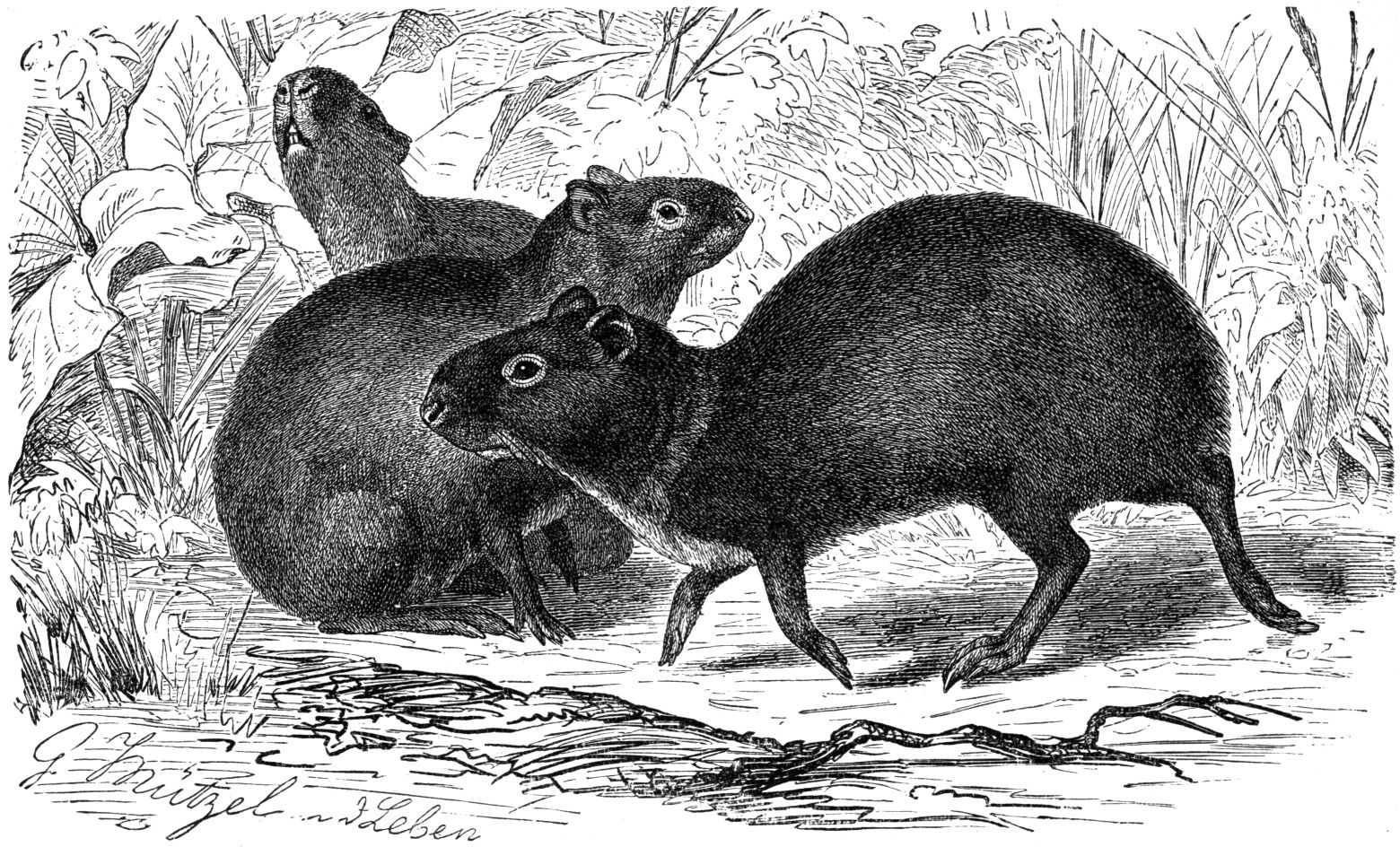
Kresba od Gustava Mützela

Aguti zlatý bývá často pronásledován pro své maso, ale hlavně srst, která je v současné době vysoce ceněna. Díky jeho přizpůsobivosti v lokalitách poblíž lidských obydlí se na jeho početnosti zatím neprojevila ani masivní ztráta přirozeného biomu – tropických deštných lesů. V Červeném seznamu IUCN jej nalezneme v kategorii málo dotčených druhů.

## Aguti zlatý v českých zoo
V České republice chovají agutiho zlatého následující zoologické zahrady:
- Zoo Jihlava
- Zoo Olomouc
- Zoo Dvůr Králové